# Posten Norge
Posten Norge AS – norweskie przedsiębiorstwo oferujące usługi pocztowe. Przedsiębiorstwo należące do Ministerstwa Transportu i Komunikacji ma monopol na dystrybucję listów o wadze mniejszej niż 50 g na terenie całego kraju. W Norwegii istnieje 30 urzędów pocztowych, a także 1400 punktów sprzedaży detalicznej.

## Historia
Posten został założony w 1647 roku jako Postvesenet („system pocztowy”) przez poczmistrza generalnego Henrika Moriana jako firma prywatna, a król Chrystian IV Oldenburg udzielił błogosławieństwa nowo założonemu przedsiębiorstwu. Postvesenet był prowadzony przez osobę prywatną do 1719 r., kiedy przejęło go państwo. Od tego momentu państwo miało częściowy monopol na usługi pocztowe. Lokalne miejskie usługi pocztowe działały nadal w sektorze prywatnym, ale w 1888 r. wprowadzono nowe prawo pocztowe, które rozszerzyło monopol państwa na cały kraj.
W 1933 r. Postvesenet został przemianowany na Postverket. W 1996 r. Posten Norge BA została założona jako przedsiębiorstwo państwowe, w którym państwo norweskie miało ograniczoną odpowiedzialność. W 2002 r. Posten zmienił swoją strukturę korporacyjną na spółkę akcyjną, aby przygotować się na spodziewaną deregulację norweskiego rynku pocztowego. Posten Norge AS jest nadal w pełni własnością państwa norweskiego, a proces liberalizacji został przełożony przez rząd na 2011 rok.
Sektor usług pocztowych jest podzielony na cztery działy: Poczta, Logistyka, Sieć dystrybucji i ErgoGroup AS. Ten ostatni dział specjalizuje się w usługach elektronicznych i outsourcingu. Jakiś czas później ErgoGroup AS połączyła się z EDB, tworząc Évry ASA, której Posten jest obecnie właścicielem (wspólnie z norweską międzynarodową firmą telekomunikacyjną Telenor ASA).

## Rozwój
W 2002 roku Posten Norge nabyła 57% udziałów prywatnej szwedzkiej firmy pocztowej CityMail, pozostałe 43% zakupiła w pierwszym kwartale 2006 roku. Norway Post jest również właścicielem (lub współwłaścicielem) firm Nor-Cargo AS, Frigoscandia, Pan Nordic Logistics, Scanex BV, oraz Nettlast Hadeland. Wiele z tych firm posiada swoje własne oddziały.